# Stora Tjimgan
Stora Tjimgan (ryska: Большой Чимган, Bolsjoj Tjimgan)  är ett uzbekiskt berg i Tjatkalkedjan i den västra delen av Tian Shan. Det 3 309 meter höga berget är beläget i Ugam-Tjatkals nationalpark, i Tasjkent-provinsen.

## Historik och klimat
Stora Tjimgan har varit känt av bergsklättrare sedan tidigt 1900-tal. Bergsmassivet är populärt bland klättare och vandrare. Även andra typer av friluftsaktiviteter äger rum i bergen, som under några månader varje år är vintersportort.
I bergsområdet är sommaren som hetast runt juli månad, då temperaturen fluktuerar mellan 20 och 35 grader. Årsnederbörden är cirka 650 millimeter, och stora delar av den faller under vintermånaderna som snö. Skidsäsongen är cirka 4–5 månader lång och infaller mellan december och mars.

## Bildgalleri

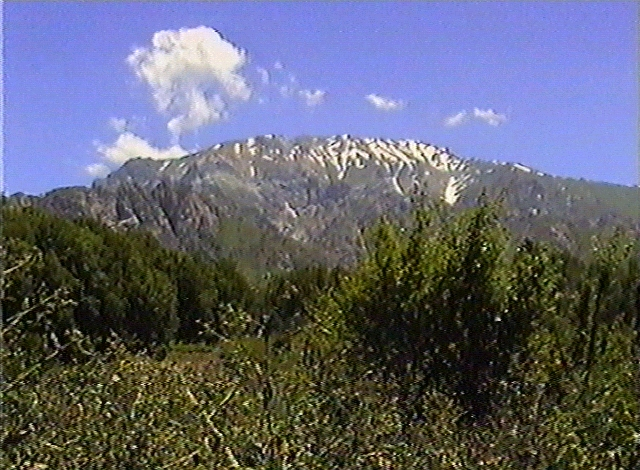
Vy över berget i början av våren.
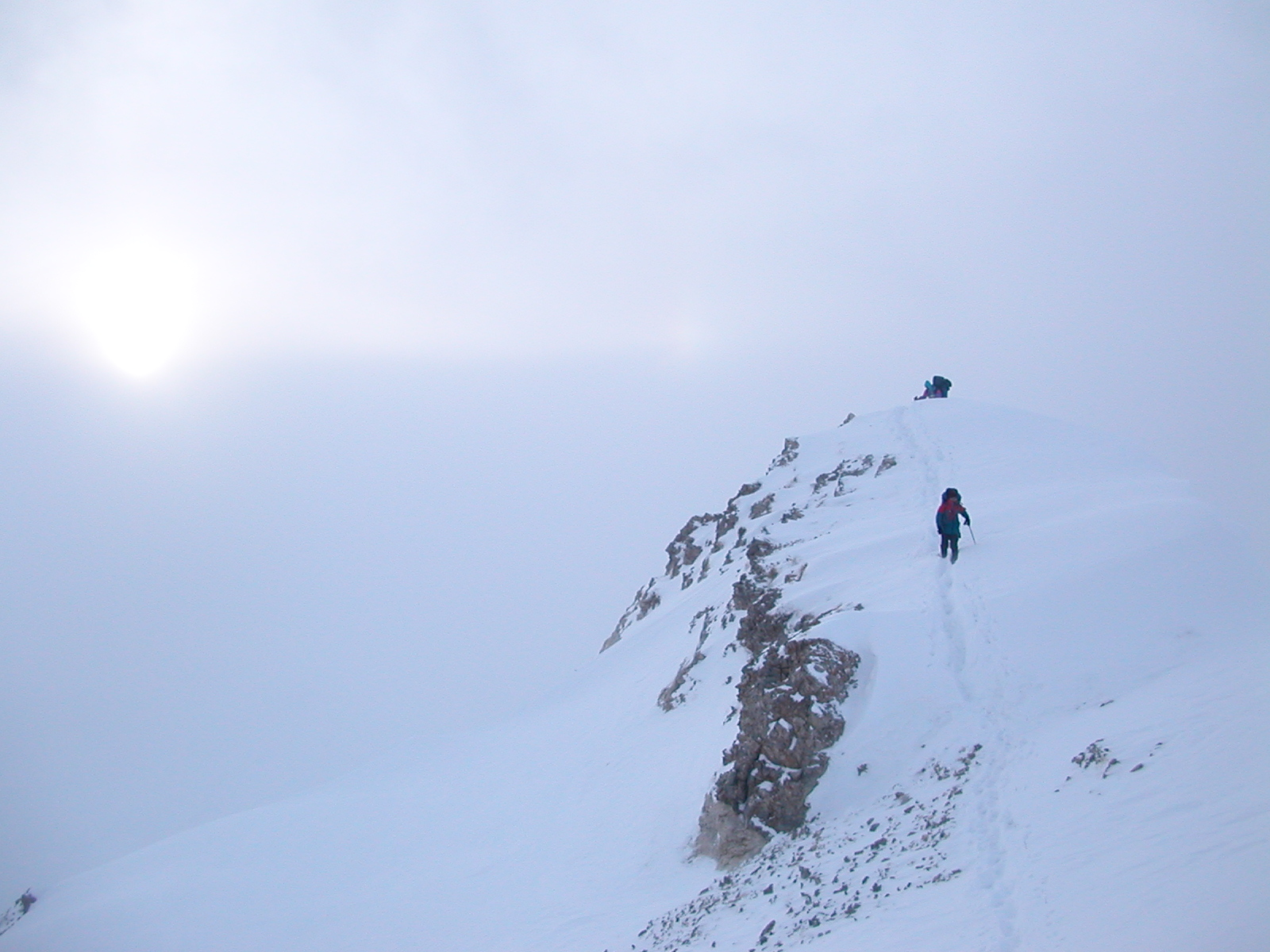
Bergsklättring i slutet av januari.
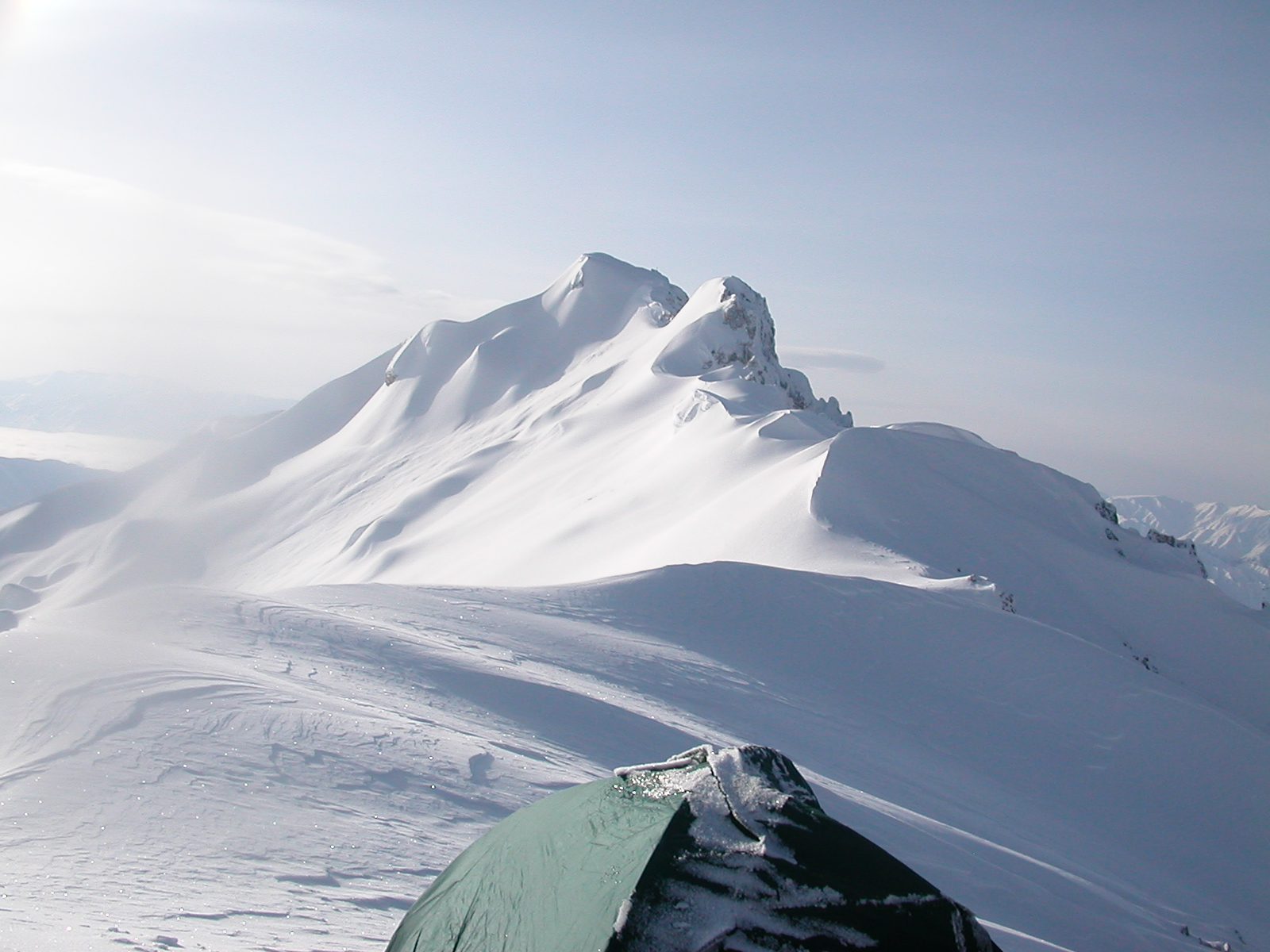
Bergstoppen vintertid.
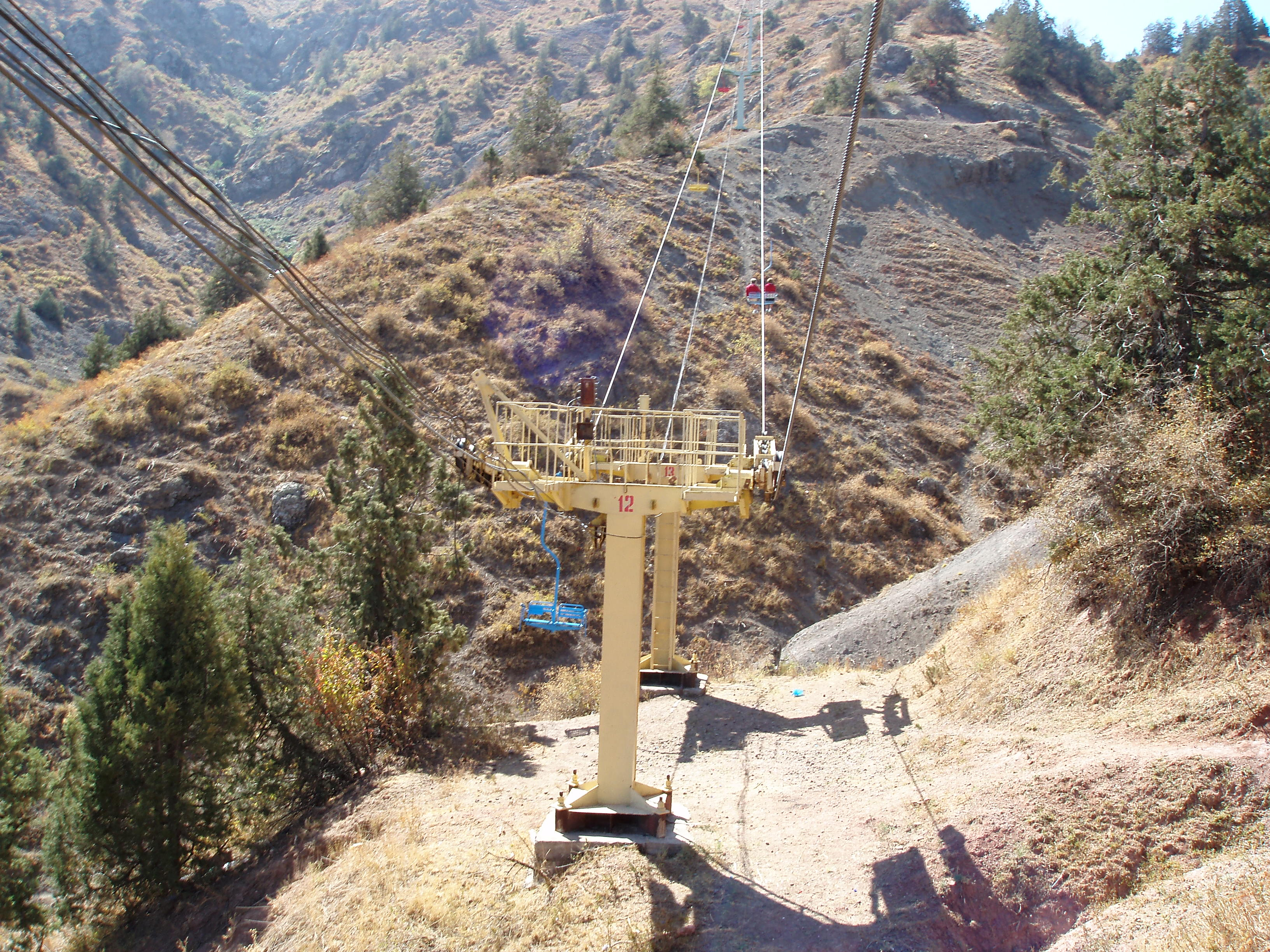
Liftsystemet sommartid (september).